# 4927 O'Connell
4927 O'Connell је астероид главног астероидног појаса са средњом удаљеношћу од Сунца која износи 2,887 астрономских јединица (АЈ).
Апсолутна магнитуда астероида је 13,2.